# Poa jugicola
Poa jugicola är en gräsart som beskrevs av Dennis Ivor Morris. Poa jugicola ingår i släktet gröen, och familjen gräs. Inga underarter finns listade i Catalogue of Life.